# Marlese Sifre
Marlese Sifre Rodríguez (San Juan, 1973) es una política puertorriqueña del Partido Popular Democrático. Desde el 2021 sirve como vicealcaldesa de Ponce y desde el 1 de noviembre de 2023 está a cargo del ejecutivo municipal como alcaldesa interina de Ponce debido a la suspensión del alcalde Luis Irizarry Pabón. En las elecciones municipales de 2024 fue elegida como alcaldesa en propiedad, tomando posesión del cargo en enero de 2025.

## Primeros años y educación
Marlese Sifre Rodríguez nació en San Juan, Puerto Rico y fue criada por su madre Anita Rodríguez y su padrastro Gilberto ‘Tito’ Berenguer.

## Carrera política
Comenzó a trabajar para el municipio de Ponce en el año 2000 bajo la administración municipal de Rafael "Churumba" Cordero como asistente de la entonces vicealcaldesa Delis Castillo. Posteriormente sirvió como oficial ejecutivo bajo la administración municipal de Francisco Zayas Seijo.
Para las elecciones de 2016, Sifre fue candidata a representante por el 24.º distrito siendo derrotada por el candidato del Partido Nuevo Progresista José A. Banchs Alemán. De la misma manera, para las primarias de 2020, Sifre buscó la candidatura del PPD para representante por el 25.º distrito pero fue derrotada por Domingo Torres García.
En 2021, fue nombrada vicealcaldesa de Ponce tras la victoria del candidato del Partido Popular Democrático Luis Irizarry Pabón. Desde el 1 de noviembre de 2023 está a cargo del ejecutivo municipal como alcaldesa interina de Ponce tras a la suspensión del alcalde Luis Irizarry Pabón.
Luego del retiro de la candidatura a la reelección de Irizarry Pabón, Sifre y el representante Angel “Tito” Fourquet surgieron como candidatos para la alcaldía. Para evitar una posible primaria por la candidatura, se llegó a un acuerdo donde Sifre asumiría la candidatura a la alcaldía mientras Fourquet buscaría la reelección como representante. En las elecciones municipales de 2024, Sifre resultó elegida como alcaldesa en propiedad, tomando posesión del cargo en enero de 2025.

## Vida personal
Sifre esta casada con Juan Carlos Rivera Guillén con quien comparte una hija llamada Alana Rivera Sifre. En el 2007, Sifre fue diagnosticada con un tumor cerebral cual fue removido en cirugía de emergencia.

## Historial electoral
| Elección | Cargo                              | Tipo      | Partido | Partido | Votos  | %     | Posición | Resultado |
| -------- | ---------------------------------- | --------- | ------- | ------- | ------ | ----- | -------- | --------- |
| 2016     | Representante por el 24.º distrito | Generales |         | PPD     | 15,068 | 44.71 | 2.ª      | Derrotada |
| 2020     | Representante por el 25.º distrito | Primarias |         | PPD     | 2,730  | 47.39 | 2.ª      | Derrotada |
| 2024     | Alcaldesa de Ponce                 | Generales |         | PPD     |        |       | 1.ª      | Electa    |